# Dwingeloo 1
Dwingeloo 1 es una galaxia espiral barrada a unos 10 millones de años luz de la Tierra en la constelación de Casiopea. Se encuentra cerca del plano de la Vía Láctea y su observación se ve dificultada por polvo, gas y estrellas del plano galáctico. De hecho, Dwingeloo 1 está solo unas cinco veces más alejada que la otra galaxia importante cercana, la galaxia de Andrómeda, y su tamaño es aproximadamente un tercio del de nuestra galaxia. Más del 99 % de su luz visible es absorbida por el polvo de la Vía Láctea. Tiene una pequeña galaxia satélite, Dwingeloo 2, y ambas pertenecen al Grupo Maffei 1, grupo de galaxias contiguo al Grupo Local. 
Las galaxias Dwingeloo fueron descubiertas en 1994 desde el radiotelescopio homónimo de 25 m situado en los Países Bajos. Fue detectada por primera vez en radiofrecuencias por la línea de emisión de 21 cm de hidrógeno neutro durante un sondeo "ciego" del plano de la zona norte de la Vía Láctea.